# Julius Jirasek
Julius Jirasek (* 26. Jänner 1896 in Wien; † 1. März 1965 ebenda) war ein österreichischer Architekt und Designer.
Jirasek besuchte 1914–1915 und 1922 bis 1926 die Kunstgewerbeschule Wien (wichtige Lehrer waren Oskar Strnad und Josef Frank), dazwischen leistete er Militärdienst im Ersten Weltkrieg und geriet in russische Kriegsgefangenschaft. Ab 1930 war er ein langjähriger Mitarbeiter der Werkstätten Hagenauer Wien. Jirasek entwarf Silberschmuck, Keramik, Lampen Glasobjekte und Möbel. Besonders beachtet wurden seine Beiträge zur Ausstellung „Der gute und billige Gegenstand“ im Jahr 1930.
1932 baute er für die Werkbundsiedlung Wien zwei Doppelhaushälften in der Veitingergasse 103–105.
Wesentliche Impulse erhielt Jirasek durch eine längere Studienreise in die USA, finanziert durch ein Reisestipendium der Freunde des Österreichischen Werkbundes. 1951 erhielt er den Preis der Stadt Wien für Bildende Kunst in der Sparte „Angewandte Kunst“. Er wurde am Wiener Zentralfriedhof bestattet.